# Salesches
Salesches es una comuna francesa situada en el departamento de Norte, en la región de Alta Francia.

## Demografía
| 351 | 371 | 332 | 295 | 294 | 315 | 327 |
| Para los censos de 1962 a 1999 la población legal corresponde a la población sin duplicidades (Fuente: INSEE [Consultar]) |     |     |     |     |     |     |